# Tynwałd (gromada)
Tynwałd – dawna gromada, czyli najmniejsza jednostka podziału terytorialnego Polskiej Rzeczypospolitej Ludowej w latach 1954–1972.
Gromady, z gromadzkimi radami narodowymi (GRN) jako organami władzy najniższego stopnia na wsi, funkcjonowały od reformy reorganizującej administrację wiejską przeprowadzonej jesienią 1954 do momentu ich zniesienia z dniem 1 stycznia 1973, tym samym wypierając organizację gminną w latach 1954–1972.
Gromadę Tynwałd z siedzibą GRN w Tynwałdzie utworzono – jako jedną z 8759 gromad na obszarze Polski – w powiecie suskim w woj. olsztyńskim na mocy uchwały nr 26 WRN w Olsztynie z dnia 4 października 1954. W skład jednostki weszły obszary dotychczasowych gromad Tynwałd, Wola Kamieńska, Wilczany, Makowo i Szałkowo ze zniesionej gminy Rudzienice w tymże powiecie. Dla gromady ustalono 12 członków gromadzkiej rady narodowej.
1 stycznia 1959 powiat suski przemianowano na powiat iławski.
Gromadę zniesiono 1 stycznia 1960, a jej obszar włączono do gromady Rudzienice (wsie Makowo, Sąpy, Tynwałd i Wilczany, osady Kalitka, Jażdżówki i Jezierzyce oraz leśniczówkę Kalitka) oraz do nowo utworzonej gromady Iława (wsie Szałkowo, Kamień i Wola Kamieńska oraz osady Windyki i Kwiry) w tymże powiecie.